# سموم عصبية يوزينية

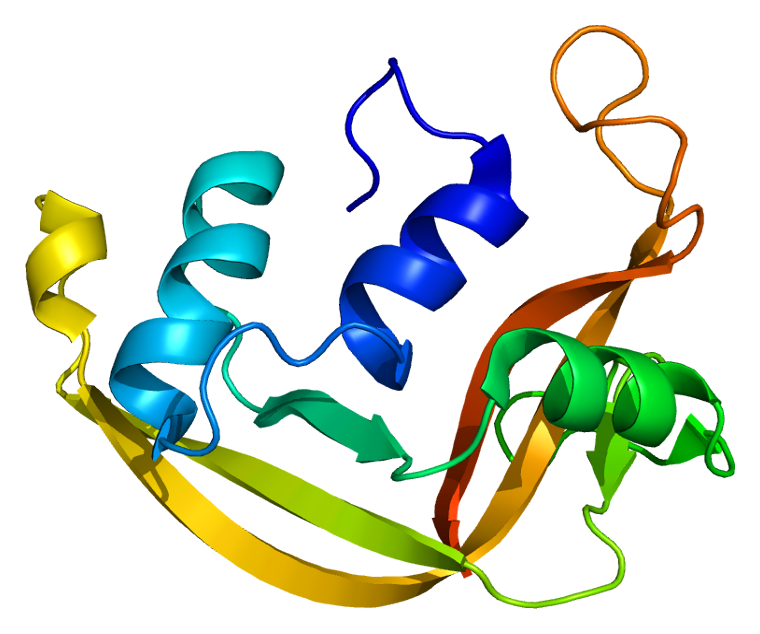

السموم العصبية اليوزينية(بالإنجليزية:  Eosinophil-derived neurotoxin)‏
هو إنزيم في الإنسان والذي يشفر عن طريق جين RNASE2 .
بروتين الذي يشفر عن طريق الجين موجود في خلية حمضية و ترتبط بشكل متقارب مع بروتين حمضي موجب و التي تتباعد قبل ~50 مليون سنة بعد الانشقاق بين قردة العالم القديم والعالم الجديد . وهو يمتلك خصائص سمية. وله المقدرة على تقليل نشاط الفيروسات من نوع ssRNA من خلال نشاطها الإنزيمي وهو جاذب للخلايا المناعية.